# Střední škola, základní škola a mateřská škola pro sluchově postižené Holečkova
Střední škola, základní škola a mateřská škola pro sluchově postižené v Praze na Smíchově je speciální pedagogické zařízení zřizované Ministerstvem školství, mládeže a tělovýchovy České republiky. Rozsáhlý komplex školy je umístěn vedle Kinského zahrady.

## Studium

### Poslání a metodika
Vzdělávání na škole je určeno pro žáky se sluchovým postižením a pro žáky s vadami řeči. Do školy se přijímají pouze žáci se speciálními vzdělávacími potřebami na základě doporučení školského poradenského zařízení, ve kterém je zaznamenána potřeba vzdělávání žáka ve speciální škole.
Ve třídách pro sluchově postižené se vyučují dvě metody. Orální metoda, která se používala v Evropě od roku 1880 téměř výlučně, slouží na škole žákům s méně rozsáhlým sluchovým postižením. Orální metoda považuje vůbec za nejdůležitější schopnost ovládnout mluvenou řeč. Všechno je obětováno jednomu cíli – učit dítě mluvit. Metoda druhá, bilingvální vzdělávání, spočívá ve spojení českého jazyka a českého znakového jazyka. Předpokladem bilingválního vzdělávání je, že neslyšící se budou muset vždy pochybovat ve dvou světech – ve větě slyšících i neslyšících. U žáků s vadami řeči se často vyskytuje vývojová dysfázie, porucha centrálního zpracování řešového signálu. Dalšími častými poruchami je dyslalie neboli patlavost a opožděný vývoj řeči.

### Střední škola
- Střední odborná škola nabízí studijní obory: Gastronomie; Hotelnictví a turismus; Podnikání
- Střední odborné učiliště nabízí učební obory: Čalouník; Malíř a lakýrník; Kuchař, pekař, cukrář; Krejčí; Strojní mechanik
- Odborné učiliště nabízí učební obory: Cukrářská práce; Kuchařská práce; Čalounické práce; Malířské a natěračské práce; Šití oděvů[4]

### Mateřská škola
Mateřská škola disponuje kapacitou 22 dětí a školní jídelnou a je aktuálně rozdělena do čtyř tříd: 
- třída pro děti s vadami sluchu s bilingválním programem,
- třída pro děti s vadami řeči,
- třída s orálním programem,
- třída běžného typu pro děti zaměstnanců MŠMT.

### Speciálněpedagogická centra
Součástí školy je rovněž speciálněpedagogické centrum pro sluchově postižené a speciálněpedagogické centrum pro děti s vadami řeči. Speciálněpedagogická centra poskytují služby v oblasti psychologické, speciálněpedagogické a sociální. Zaměřují se na pomoc dítěte s jakým kolik zdravotním postižením na všech typech škol. SPC poskytují pomoc i učitelům, do jejichž tříd jsou děti se zdravotním postižením integrovány. Také připravují komplexní podklady pro orgány státní správy ve školství pro zařazení dítěte nebo žáka do procesu vzdělávání.

## Vybavení
V areálu školy se nachází keramická dílna, tělocvična a víceúčelové sportovní hřiště na školní zahradě. Pro kulturní akce slouží společenský sál. Dětem, zejména těm žijícím ve větší vzdálenosti, je nabídnuto využití internátu. Žáci nebo rodiče neslyšících dětí můžou bezplatně využívat kurzy znakového jazyka.

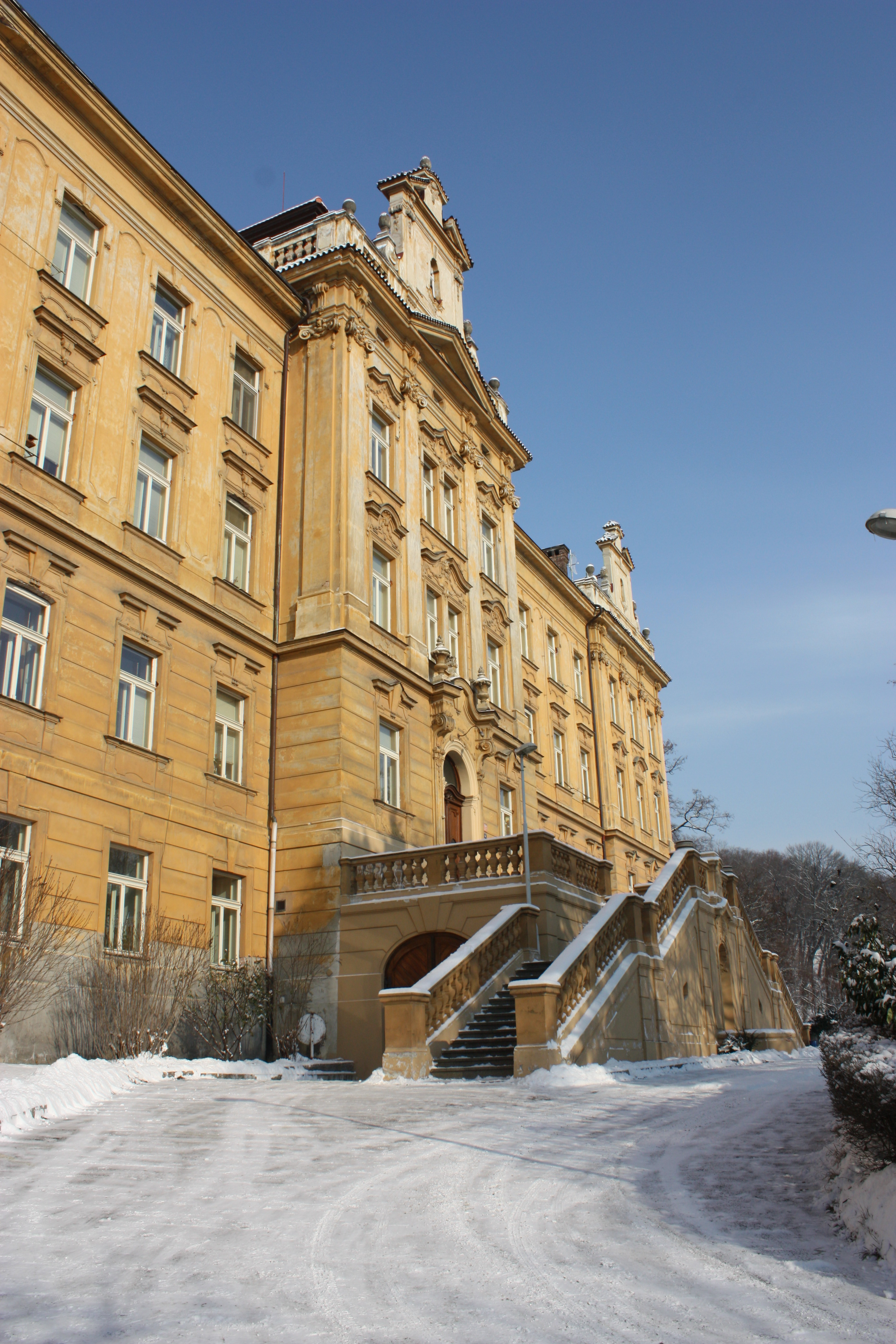
Střední škola, základní škola a mateřská škola pro sluchově postižené Holečkova

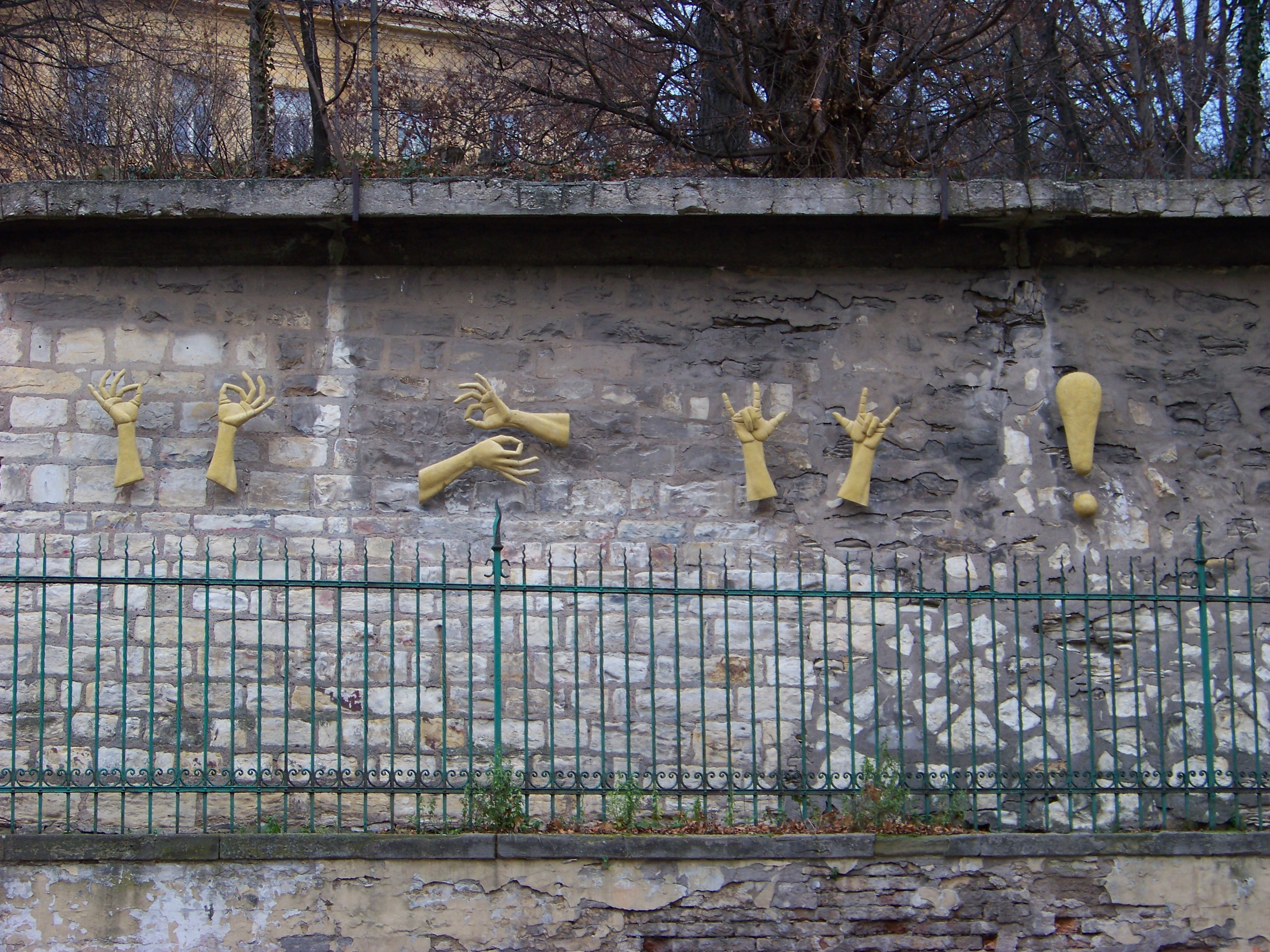
Nápis ve znakové řeči na hlavní bráně před vstupem do areálu

## Mimoškolní aktivity
Žáci školy mají možnost se v průběhu roku účastnit několika akcí, které škola sama pořádá nebo je organizují jiné republikové školy pro sluchově postižené. Mezi nejvýznamnější události, kam děti základní školy jezdí, jsou běžecké závody v Liberci nebo sportovní hry pro neslyšící ve Valašském Meziříčí. Škola pravidelně v letních měsících vyjíždí k moři, na podzim na Šumavu a v zimě na hory.

## Historie
Ústav byl založen 7. prosince 1786 zednářskou lóží „U sedmi hvězd“ na počest návštěvy císaře Josefa II. v Praze jako jeden z prvních toho druhu na světě. Původně to měl být ústav pro sirotky, ale císař doporučil, aby místo sirotčince založil ústav pro hluchoněmé. Ředitelem se stal Karel Berger a bylo přijato 6 chovanců. Berger se stal prvním v Čechách, který začal vyučovat hluchoněmé děti. Pomocí prstové abecedy je učil psát a číst. Pojmy vytvářel pomocí znaků, ohluchlé a nedoslýchavé děti učil vyslovovat slabiky, hlásky a slova. 
V roce 1794 byla existence ústavu ohrožena, protože dům, ve kterém sídlil, byl prodán. Na rok se tedy přestěhoval na protější stranu Karlova náměstí. Na dva roky přesídlil do obecního domu v Chomutově, kde byl ředitel Berger jmenován děkanem. V roce 1797 se ústav opět stěhoval, ale již do své první vlastní budovy v Lipové ulici v Praze. V tomto období až do roku 1799 zde prosazoval Ondřej Schwarz německou orální metodu, artikulovanou řeč. 
Období rozkvětu nastalo v po roce 1817. Ředitelem se stal guberní rada Josef Herget, který vedl ústav 25 let. Zvýšil příjmy ústavu a tím se mohl zvýšit počet chovanců na 40. Dále byl zakoupen nový, větší dům na rohu Karlova náměstí a Žitné ulice. Za Josefa Hergeta se začalo vyučovat česky a hlavním posláním bylo vychovávat a vzdělávat hluchoněmé děti. Za prvních 50 let bylo přijato 239 chovanců. Zůstávali zde i šest let, schopnější byli propouštěni i dříve. Učili se řemeslům, pracovali v továrnách a dívky šily a vyšívaly.
Václav Frost se stal ředitelem v roce 1841 a vytvořil novou metodu vzdělávání. Byla to „Frostova kombinovaná metoda“ neboli „metoda česká“, což bylo vlastně bilingvální vzdělávání neslyšících. To bylo znovu objeveno až 60. letech 20. století ve Skandinávii. V roce 1855 byl do vedení ústavu zvolen prezident vrchního soudu, Leopold svobodný pán z Hennetů. Dařilo se mu získávat značné dary od nových členů z vysokých společenských kruhů. Počet chovanců vzrůstal a byl zakoupen v roce 1883 na Karlově náměstí nový, větší dům. 
V roce 1898 vrchní ředitelství zakoupilo pozemek v zahradě Kinských a v roce 1901 se započalo se stavbou nové budovy. Za osobní účasti císaře Františka Josefa I. byl 16. června položen základní kámen. Již v září roku 1902 se ústav stěhoval do krásné budovy uprostřed parků a zahrad na Smíchově, kde sídlí dodnes. Páter Karel Kmoch byl ředitelem od roku 1876 do 1912 a byl umělcem znakového jazyka. Náboženství se vyučovalo podle Frostových zásad, ale pro vyučování jiných předmětů nechával učitelům volnost. 
V období první světové války se ústav potýkal s velkými problémy a v roce 1919 byl zabrán statistickým úřadem. V roce 1928 se nový ředitel JUDr. Antonín Schauer zasloužil o navrácení ústavu a začal se nazývat Prvním Pražským ústavem pro hluchoněmé. Druhou světovou válku ústav přežil jen díky tomu, že zde hostil děti pražského sirotčince a státní policii. Ústav se změnil na státní školu a byla zřízena mateřská škola pro hluchoněmé, národní škola pro hluchoněmé a škola pro děti se zbytky sluchu. Používala se orální metoda výuky a rozvoj elektroniky v 70. letech 20. století umožnil vybavování školy moderními přístroji. 
Ve 20. století vznikla také učňovská škola, byly zřízeny dílny a na konec i střední odborné učiliště. Do té doby nebyla v Čechách ani na Moravě škola pro mládež s vadami sluchu, která by zajišťovala přípravu na povolání. To bylo povoleno ministerstvem školství až 22. června 1939 a v říjnu toho roku byly otevřeny 2 tříleté obory, dámské a pánské krejčovství a obuvník. Při výuce učňovských oborů byla používána orální metoda.
Po politických změnách v listopadu 1989 byla pro školu důležitá právní změna, zajišťující neslyšícím právo na vzdělání ve znakovém jazyce. Došlo ke změně i v názvu školy na Speciální školy a školská zařízení pro sluchově postižené. Byly otevřeny nové 3 a 4leté obory. Řemeslné dílny a internáty se ale bohužel nacházely mimo budovu, což činilo potíže žákům při přesunech. To se změnilo v roce 2005/2006, kdy proběhla rozsáhlá rekonstrukce objektu. Vše bylo sestěhováno pod jednu střechu, bylo vybudováno 4. patro, kam byly nově umístěny internáty, ve 3. patře vznikly odborná pracoviště pro cukráře a kuchaře, ve 2. patře pro čalouníky a krejčí, vznikly nové třídy a kabinety. V 2021 oslavila škola 235 let založení školy.